# Mura (region statystyczny)
Region statystyczny Mura (słoweń. pomurska statistična regija) to region statystyczny w północno-wschodniej Słowenii. Jest to region głównie rolniczy, w którym uprawy polowe stanowią ponad trzy czwarte całkowitej powierzchni rolnej (dwa razy więcej niż średnia słoweńska). Klimat i gleba łącznie sprawiły, że jest to region o najwyższej produkcji roślinnej, ale jego położenie geograficzne i gorsza infrastruktura stawiają go w niekorzystnej sytuacji i jest to region Słowenii o najniższym PKB na mieszkańca (12 267 EUR) i najwyższym wskaźniku rejestrowanego bezrobocia.

## Miasta i miasteczka
Region statystyczny Mura obejmuje cztery miasta i miasteczka, z których największym (a zarazem jego stolicą) jest Murska Sobota.
| Stopień | Nazwa          | Populacja (2021) |
| ------- | -------------- | ---------------- |
| 1.      | Murska Sobota  | 11 025           |
| 2.      | Ljutomer       | 3308             |
| 3.      | Gornja Radgona | 3103             |
| 4.      | Lendava        | 2947             |

## Gminy
Region statystyczny Mura obejmuje następujące 27 gmin:
- Apače
- Beltinci
- Cankova
- Črenšovci
- Dobrovnik
- Gornja Radgona
- Gornji Petrovci
- Grad
- Hodoš
- Kobilje
- Križevci
- Kuzma
- Lendava
- Ljutomer
- Moravske Toplice
- Murska Sobota
- Odranci
- Puconci
- Radenci
- Razkrižje
- Rogašovci
- Sveti Jurij ob Ščavnici
- Šalovci
- Tišina
- Turnišče
- Velika Polana
- Veržej

## Demografia
Liczba ludności w 2020 r. wynosiła 114 238. Całkowita powierzchnia regionu wynosi 1337 km².

## Gospodarka
Struktura zatrudnienia: 57,3% usługi, 39,9% przemysł, 2,7% rolnictwo.

### Turystyka
Przyciąga 10,2% ogółu turystów w Słowenii, przy czym większość (62,4%) stanowią Słoweńcy.

## Transport
- Długość autostrad: 64,5 km
- Długość pozostałych dróg: 3103,5 km